# Parallelia obumbrata
Parallelia obumbrata là một loài bướm đêm trong họ Erebidae.